# Národní park Una

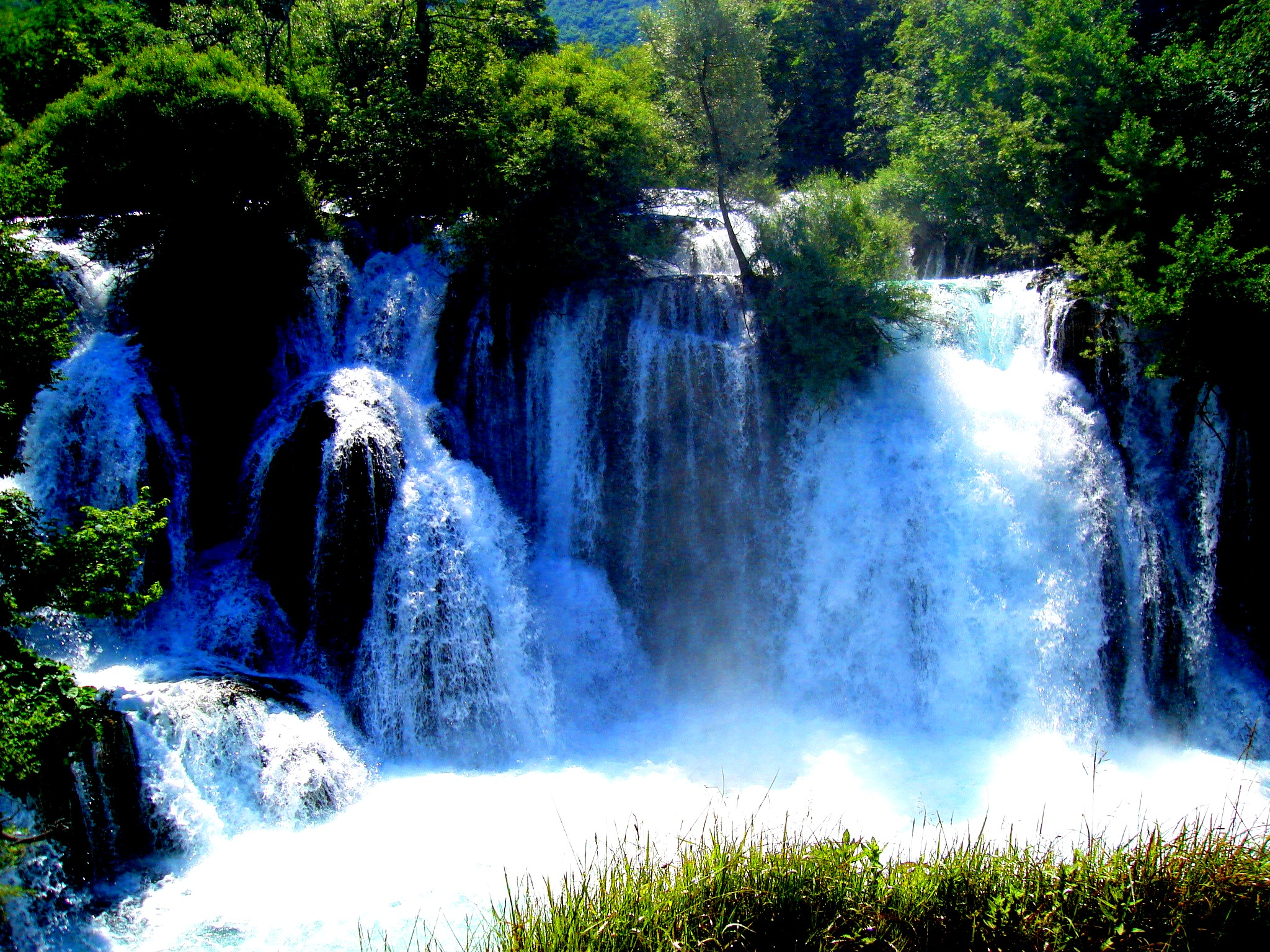
Vodopády na řece Uně u města Martin Brod.

Národní park Una (bosensky Nacionalni park Una) se nachází v severozápadní Bosně a Hercegovině. Byl vyhlášen v roce 2008 zvláštním zákonem jako první národní park na území Federace Bosny a Hercegoviny. Administrativně spadá pod město Bihać, malá část se nachází na území města Drvar. Jeho plocha činí 19 800 ha (198 km2.
Park zahrnuje horní tok řeky Uny od vesnice Lohovo proti proudu řeky, kde se nachází kaňon řeky, dále celé údolí řeky Unac a svahy pohoří Plješivica, část údolí řeky Krka s peřejemi u města Martin Brod. Západní hranice parku tvoří státní hranice Bosny a Hercegoviny s Chorvatskem. Územně se jedná o největší park na území BiH. Důvodem ochrany je zachování krajinné a biologické různorodosti.